# Amata (Aeneis)
Amata is de naam van een (hoofd)personage uit Vergilius' Aeneis. Zij is de echtgenote van Latinus, koning van Latium, en de moeder van Lavinia.
Volgens Vergilius had zij graag hun dochter laten huwen met Turnus, prins van de Rutuliërs, maar door een orakel werd dit huwelijk ontraden, kort vóór de aankomst van Aeneas en de Trojanen in Latium. Omdat hetzelfde orakel suggereerde dat Lavinia met een vreemdeling zou trouwen, werd Aeneas de nieuwe huwelijkskandidaat. Amata bleef zich echter halsstarrig verzetten tegen deze beslissing van haar echtgenoot. 
Daarop zond Juno de Wraakgodin Alecto naar Latium: deze wekte irrationele haatgevoelens tegen Aeneas in het hart van Amata, en zette ook Turnus op tegen de Trojanen. Dit alles leidde tot tweedracht in het gezin van koning Latinus en tot een bloedige oorlog in Latium. 
Toen uiteindelijk Aeneas Turnus uitdaagde tot een tweegevecht om de oorlog te beëindigen, probeerde koningin Amata Turnus daarvan te weerhouden, echter zonder succes. Ten slotte benam Amata zich het leven, toen zij vol wanhoop inzag dat alles voor haar verloren was.